# M1 Abrams
M1 Abrams je glavni borbeni tenk američke vojske koji je originalno zamišljen kao nasljednik tenka M-60 i američki odgovor na tadašnji sovjetski tenk T-72. Pojedini zapadni stručnjaci su ga okarakterizirali najboljim tenkom na svijetu. Među prvima je uveo napredne elektroničke sustave poput GPS-a, balističkog računala i infracrvenih kamera te odlično rješenje smještaja granata u zasebnom odjeljku što minimizira katastrofalne posljedice u slučaju proboja kupole. 
Međutim, ratovi u Iraku i sukobi u Jemenu pokazali su suprotno, da Abrams nije toliko superioran kao što se pretpostavljalo. U ratovima na bliskom istoku uništeno je preko 150 različitih inačica M1 Abrams tenkova. Problem je njegova prevelika masa (naročito A2 i A2 SEP inačice) i nedostatan oklop na stražnjoj strani, bočnim stranama i vrhu kupole uspoređujući ga s ostalim konkurentskim tenkovima. Tenkove M1 Abrams najviše je koristila Saudijska Arabija u ratovima u Iraku te u sukobima u Jemenu.

## Razvoj
Početak razvoja Abramsa kreće 1971. godine u suradnji s Zapadnom Njemačkom razvija program MBT-70. Nakon propasti tog projekta SAD pokreće svoj projekt XM-803, koji je zbog visoke cijene i složenosti odbačen.
U rujnu 1972. u Warrenu (Michigan) formiran je skupina stručnjaka za izradu projekta XM1. Na čelu tima bio je general C. W. Abrams, koji je preminuo tijekom rada na projektu. Prvi prototip je napravljen 1976. godine kao temelj daljnjeg razvoja. 
Serijska proizvodnja pod oznakom M1 Abrams počela je 1980. u Ohio. Početno se proizvodilo 30 komada mjesečno, a kasnije se priključila još jedna tvornica pa su zajedno proizvodili 60 tenkova mjesečno. Godine 1985. kreće serijska proizvodnja poboljšane inačice M1A1, a 1992. inačice M1A2.

## Inačice

### M1
Dizajniran je 1970., a prvi prototip M1 proizveden je 1978. godine. Nakon dvije godine testiranja prihvaćena je serijska proizvodnja, a prvi primjerak je isporučen 28. veljače 1980. američkoj vojsci. Tenk M1 Abrams imao je kao osnovno oružje top 105 mm, kopija britanskog topa L7 s glatkom cijevi. Godine 1985. tenkovi M1 modernizirani su na M1A2 standard. Prvi tenkovi M1A1 dostavljeni su u kolovozu 1985. Modernizirano je 368 tenkova M1s na M1A1s standard, a 580 ih je modernizirano na M1A2s standard.

### M1A1 Abrams
M1A1 je poboljšana inačica tenka M1. Kao glavno oružje stavljen je 120 mm glatkocijevni top koji je ustvari kopija njemačkog Rheinmetall topa razvijenog za tenk Leopard 2. Napravljena su poboljšanja na oklopu, pa je tenk teži od svog prethodnika M1 za 3 tone.

#### M1A1D
Inačica M1A1D je ustvari digitalizirana inačica M1A1 (ovo D znači digitalizirana). Poboljšani su sustavi za ciljanje i modernizirani stariji uređaji.

### M1A2 Abrams
M1A2 Abrams je usavršena inačica tenka M1A1 prvenstveno po pitanjnu oklopa i elektronike. Tenk koristi najnovije sustave paljbe, najsuvremeniji oklop i ne baš pouzdanu plinsku turbinu.

### Abrams TUSK
Prisiljena iračkim iskustvom, američka je vojska razvila modernizacijski program TUSK (Tank Urban Survival Kit) namijenjen tenku Abrams. TUSK uključuje cijeli raspon poboljšanja, od kojih su neka već u uporabi a neka se tek razvijaju. Osim što rabe najsuvremeniju tehnologiju, odlika TUSK-a je mogućnost ugradnje na tenkove u terenskim uvjetima.
Prva TUSK komponenta je ugradnja oklopnih ploča za strojnicu 7,62 mm kojom rukuje punitelj. Uz to punitelj je dobio i termovizijsku kameru kojom može otkrivati ciljeve po svim vremenskim uvjetima i noću. Punitelj će dobio i naočale na koje se projicira slika s termovizije koja će mu omogućiti otvaranje paljbe iz unutrašnjosti kupole.
U kolovozu 2006. američka je vojska sklopila ugovor s tvrtkom General Dynamics Land Systems vrijedan 45 milijuna američkih dolara za proizvodnju 505 TUSK pribora. Ti kitovi obuhvaćaju rješenja koja su već otprije u uporabi: Loader Armoru Gun Shield (LAGS), Tank Infantry Phone (TIP), Abrams Reactive Armour Tiles (ARAT), Remote Weapon Station (RWS) s teškom strojnicom 12,7 mm, Remote Thermal Sight (RTS) i novi Power Distribution Box (POB). LAGS, RWS i TIP trebali bi postati sastavni dio svih Abramsa, dok će se ostali sustavi postavljati i skidati ovisno o potrebi.

#### Vatrena moć
Temeljno naoružanje M1A2 je top kalibra 120 mm glatke cijevi, koji je originalno razvijen u njemačkoj tvrtki Rheinmetal za tenk Leopard 2, a koji se licencirano proizvodi u SAD-u pod oznakom M256. Dužina cijevi topa je 5,28m što je bitno kraće od njemačkih, ruskih, francuskih i engleskih rješenja na tenkovima. Borbeni komplet za top 120 mm čini 40 granata za M1A1 verzije, odnosno 42 granate za M1A2 verzije i sastoji se od dvije vrste streljiva: potkalibarske granate s penetratorom od osiromašenog uranija popularno nazvana Srebrni metak (Silver Bullet) oznake M-829 te M829 A1, A2 i najnoviji A3, te granate M830A1 Heat-MP-T. 
Glavni dio granate "Srebrni metak" je potkalibarni metak napravljen od osiromašenog uranija. Ukupna masa granate je 20,9 kilograma, dok je masa samog penetratora devet kilograma. Penetrator od osiromašenog uranija djeluje tako da sa zabile velikom brzinom (između 1500 i 1700 m/s, ovisno o verziji) u čelični oklop pri čemu se, zbog siline trenja, zapali puneći tenk užarenom plazmom koja sve spali. Pritom često dolazi do zapaljenja streljiva i eksplozije tenka. Američki izvori tvrde da "Srebrni metak" ima maksimalan domet 3000 metara uz probojnost veću od 600mm svih vrsta oklopa. Srebrni metak uspješno je korišten u Pustinjskoj oluji i Iraku gdje je bez problema uništavao sve iračke tenkove.
Višenamjenska granata M830A1 Heat-MP-T služi za uništavanje različitih ciljeva. Granata teži 22,3 kg, od čega 11,4 kg otpada na kumulativno-rasprskavajući projektil. Maksimalan domet joj je 3000 metara.
M1A1 ima jedan od najsuvremenijih SUP-ova svijeta i sastoji se od balističkog računala, laserskog daljinomjera i termovizijske kamere unutar ciljničke naprave, zapovjednikova neovisnog ciljanika i senzora vjetra postavljenog na kupolu. Top i ciljanička naprava stabilizirani su u dvije ravnine. M1A2 može djelovati noću i u teškim vremenskim uvjetima i može gađati ciljeve iz pokreta.
Tenk M1A2 uz top od 120 mm koristi i spregnutu strojnicu M240 kalibra 7,62 mm, dok je s lijeve strane kupole postavljeno slično oružje namijenjeno punitelju topa. Zapovjedniku tenka namijenjena je M2HB teška strojnica 12,7 mm na desnom dijelu kupole.

#### Oklop
Za oklop M1A2 smatra se da je trenutačno jedan od najboljih na svijetu, iako u stvarnosti nije bolji od onog na njemačkom Leopardu 2A5 ili A6.  Osnovu oklopa čini višeslojni (sendvič, engl. Chobham) oklop. Sastoji se od kombinacije čelika, osiromašenog uranija i keramike. Ovaj oklop dobro štiti od djelovanja kumulativnih projektila, koji se nalaze u protutenkovskim raketama. Za zaštitu od potkalibarnih projektila, pripremljeno je posebno balističko oblikovanje tijela i kupole. Na osnovni višeslojni oklop ugrađuju se ploče od osiromašenog uranija koje su stavljene u posebne čelične kutije. Postavljaju se na vanjsku stranu tenka. Osiromašeni uranij je materijal koji je 2,5 puta gušći od čelika, a minimalno je radioaktivan. Ovakav oklop brani tenk od mnogih protuoklopnih vrsta oružja.

#### Pokretljivost
Tenk M1A2 nije tako pokretljiv kao njegove ranije inačice zbog veće mase od 7 tona u odnosu na inačicu M1. Po pitanju pokretljivosti, zbog prevelike mase od preko 60 tona, ne može parirati ruskim tenkovima. Za pogon M1A2 rabi plinsku turbinu AGT-1500 snage 1500 KS (1100 kW). Najveći okretni moment iznosi 3754 Nm. Turbina je višegoriva što znači da M1A2 može koristiti više vrsta goriva što je prednost u ratnim operacijama. Spremnici goriva imaju kapacitet od 1900 litara. Najveće mane plinske turbine su velika potrošnja, za rad je potrebno četiri puta više zraka nego Dieselov motor i ispušta vidljivi toplinski trag koji ga čini lakom metom navođenih raketa. Abrams ima najveći toplinski odraz od svih suvremenih tenkova što je vrlo velik nedostatak koji još uvijek nije uklonjem. Iako je vijek trajanje turbine veći, ona ima velikih problema u pustinjskim uvjetima zbog pijeska koji zaštopava filtre za zrak. 
Snažna plinska turbina daje tenku M1A2 odnos snage i težine od dobrih 23,8 KS/t i najveća brzina je 67 km/h. Velika masa tenka (preko 60 tona) ograničava pokretljivost. Najveći američki transportni zrakoplov C-5 Galaxy može ponijeti samo dva, dok suvremeni C-17 Globemaster III samo jedan.

### Budućnost M1A2
M1A2 je vrlo dobar tenk; međutim ima kao i svaki drugi tenk određene nedostatke. Uvođenjem najsuvremenije elektronike i sustava motrenja poboljšao bi se SUP koji bi imao umjetnu inteligenciju kako bi mogao samostalno otkrivati i naciljati cilj. Ugradio bi se automatski punjač topa koji smanjio broj članova posade. Za izradu oklop koristili bi se materijali od titana. Postavio bi se bolji aktivni sustav samoobrane koji bi povećao otpornost od vođenih protuoklopnih raketa i ugradio Dieselov motor umjesto turbine.

### Inačice
- XM1 – prototip
- M1 – prvi serijski model. Proizvodnja je počela 1979. i trajala do 1985. godine (3273 tenka su izgrađena za SAD).
- M1IP – poboljšani model M1 koji se gradio od 1984. do 1985.
- M1A1 – Proizvodnja je počela 1986. i trajala do 1992. godine (proizvedeno je oko 4976 za SAD, 221 za, 775 za Egipat i 59 M1A1 AMI SA prodano je Australiji).
- M1A1HC – dodan je novi sloj oklopa od osiromašenog uranija i M256 120 mm glatkocijevni top.
- M1A1-D -
- M1A1-AIM -[15]
- M1A1 KVT –
- M1A2 – proizvodnja je počela 1992. godine (77 napravljeno za SAD i više od 600 M1 je nadograđeno na M1A1, 315 za Saudijsku Arabiju, 218 za Kuvajt).
- M1A2 SEP (System Enhancment Package)
- M1 Grizzly - inženjerijsko vozilo[16]
- M1 Panthera II - vozilo za uklanjanje mina[17]
- M104 Wolverin - prijenosni most[18]
- M1 oklopno vozilo za popravak. Prototip

|                | M1                                       | M1IP                                     | M1A1                                     | M1A2                                     | M1A2 SEP                                 |
| -------------- | ---------------------------------------- | ---------------------------------------- | ---------------------------------------- | ---------------------------------------- | ---------------------------------------- |
| Dužina         | 9,77 metara                              | 9,77 metara                              | 9,77 metara                              | 9,77 metara                              | 9,77 metara                              |
| Širina         | 3,7 m                                    | 3,7 m                                    | 3,7 m                                    | 3,7 m                                    | 3,7 m                                    |
| Visina         | 2,37 m                                   | 2,37 m                                   | 2,44 m                                   | 2,44 m                                   | 2,44 m                                   |
| Najveća brzina | 72 km/h                                  | 72 km/h                                  | 72 km/h                                  | 67 km/h                                  | 67 km/h                                  |
| Domet          | 498 km                                   | 498 km                                   | 465 km                                   | 425 km                                   | 425 km                                   |
| Težina         | 55,7 tona                                | 57 tona                                  | 61,3 tona                                | 62,1 tona                                | 63 tone                                  |
| Glavno oružje  | 105 mm M68 top                           | 105 mm M68 top                           | 120 mm M256 glatkocijevni top            | 120 mm M256 glatkocijevni top            | 120 mm M256 glatkocijevni top            |
| Posada         | 4 (zapovjednik, topnik, punitelj, vozač) | 4 (zapovjednik, topnik, punitelj, vozač) | 4 (zapovjednik, topnik, punitelj, vozač) | 4 (zapovjednik, topnik, punitelj, vozač) | 4 (zapovjednik, topnik, punitelj, vozač) |

Napomena: Sve verzije koriste AGT-1500 plinsku turbinu snage 1500 KS (1100kW).

## Korisnici
- Australija - 59 M1A1
- Egipat - 1005 M1A1
- Kuvajt - 218 M1A2
- Saudijska Arabija - 315 M1A2 + 73 M1A1, ukupno:388
- SAD - oko 14000 sveukupno izgrađenih; ~ 6000 u upotrebi - razne inačice M1